# Ruellia willdenoviana
Ruellia willdenoviana là một loài thực vật có hoa trong họ Ô rô. Loài này được (Nees) Lindau ex Rusby miêu tả khoa học đầu tiên năm 1907.